# Chrysichthys okae
Chrysichthys okae är en fiskart som beskrevs av Fowler, 1949. Chrysichthys okae ingår i släktet Chrysichthys och familjen Claroteidae. IUCN kategoriserar arten globalt som livskraftig. Inga underarter finns listade i Catalogue of Life.